# Bianca Lawson

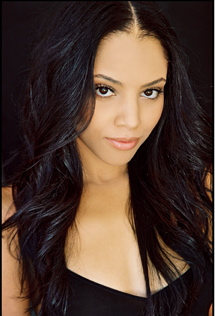
Bianca Lawson

Bianca Jasmine Lawson (* 20. März 1979 in Los Angeles, Kalifornien) ist eine US-amerikanische Schauspielerin.

## Leben
Lawson ist die Tochter des Schauspielers Richard Lawson und Denise Lawson. Ihre Schauspielkarriere startete sie im Alter von neun Jahren. Neben Werbeaufnahmen folgten Gastauftritte in Fernsehserien, ehe ihr die Rolle der Kendra Young in der US-amerikanischen Fernsehserie Buffy – Im Bann der Dämonen angeboten wurde, die sie bekannt machte.

## Filmografie (Auswahl)
- 1993–1994: California Highschool 2 (Saved by the Bell: The New Class, Fernsehserie, 39 Folgen)
- 1995: Ein schrecklich nettes Haus (In The House, Fernsehserie, Folge 2x04)
- 1995–1996: Sister, Sister (Fernsehserie, 7 Folgen)
- 1996–1997: Goode, besser, am besten (Goode Behavior, Fernsehserie, 22 Folgen)
- 1997–1998: Buffy – Im Bann der Dämonen (Buffy, Fernsehserie, 3 Folgen)
- 1998: Mit aller Macht (Primary Colors)
- 1999–2000: Dawson’s Creek (Fernsehserie, 4 Folgen)
- 2000: Frankenstein lebt (Big Monster on Campus)
- 2001: Save the Last Dance
- 2001: Bones – Der Tod ist erst der Anfang (Bones)
- 2004: Dead & Breakfast
- 2004: Breakin’ All the Rules
- 2006: Die Party Animals sind zurück! (National Lampoon’s Pledge This!)
- 2007: Supergator – Das Killerkrokodil (Supergator)
- 2008: The Cleaner (Fernsehserie, 2 Folgen)
- 2009: Bones – Die Knochenjägerin (Bones, Fernsehserie, Folge 4x12)
- 2009: The Secret Life of the American Teenager (Fernsehserie, 6 Folgen)
- 2009–2014: Vampire Diaries (The Vampire Diaries, Fernsehserie, 6 Folgen)
- 2010: Nikita (Fernsehserie, Folge 1x05)
- 2010–2012: Pretty Little Liars (Fernsehserie, 22 Folgen)
- 2011: American Horror Story (Fernsehserie, Folge 1x01)
- 2012: Beauty and the Beast (Fernsehserie, Folge 1x08)
- 2012: All About Christmas Eve (Fernsehfilm)
- 2012: 2 Broke Girls (Fernsehserie, Folge 2x11)
- 2012–2014: Teen Wolf (Fernsehserie, 12 Folgen)
- 2014: Witches of East End (Fernsehserie, 10 Folgen)
- 2014: House of Secrets
- 2015: Chicago P.D. (Fernsehserie, Folge 2x11)
- 2015: Rogue (Fernsehserie, 10 Folgen)
- 2016–2022: Queen Sugar (Fernsehserie, 84 Folgen)